# 義歸公主
義歸公主（?—?），为南北朝北周文帝宇文泰的女儿。
義歸公主嫁给了李远的儿子李基，李基有声誉，美容仪，善谈论，涉猎群书，工骑射。宇文泰把女儿義歸公主嫁给他。进爵清河郡公。因其兄李植连坐，以公主的缘故和叔父李穆所请，得免死。保定元年（561年），李基病卒，时年三十一岁，儿子李威。

## 传記資料
- 《周书》卷二十五、列传第十七